# Brachytria thoracica
Brachytria thoracica is een keversoort uit de familie van de boktorren (Cerambycidae). De wetenschappelijke naam van de soort werd voor het eerst geldig gepubliceerd in 1887 door Van de Poll.
Deze soort werd ontdekt in Victoria (Australië).